# Canada aux Jeux olympiques de 1912
L'équipe olympique du Canada participe aux Jeux olympiques d'été de 1912 à Stockholm. Elle y remporte huit médailles : trois en or, deux en argent et trois en bronze, se situant à la neuvième place des nations au tableau des médailles. L'athlète Duncan Gillis est le porte-drapeau d'une délégation canadienne comptant 37 sportifs. 

## Bilan général
| Place | Sport      | Médaille d'or, Jeux olympiques | Médaille d'argent, Jeux olympiques | Médaille de bronze, Jeux olympiques | Total |
| 1     | Natation   | 2                              | 0                                  | 0                                   | 2     |
| 2     | Athlétisme | 1                              | 2                                  | 2                                   | 5     |
| 3     | Aviron     | 0                              | 0                                  | 1                                   | 1     |
| Total | Total      | 3                              | 2                                  | 3                                   | 8     |

## Médailles

### Médailles d'or
| Sport             | Discipline        | Sportifs        | Performance |
| Médaille d'or : 3 |                   |                 |             |
| Athlétisme        | 10 km marche      | George Goulding | 46:28.4     |
| Natation          | 400 m nage libre  | George Hodgson  | 5:24.4      |
| Natation          | 1500 m nage libre | George Hodgson  | 22:00.0     |

### Médailles d'argent
| Sport                 | Discipline       | Sportifs       | Performance |
| Médaille d'argent : 2 |                  |                |             |
| Athlétisme            | Lancer du poids  | Duncan Gillis  | 48.17       |
| Athlétisme            | Saut en longueur | Calvin Bricker | 7.21        |

### Médailles de bronze
| Sport                  | Discipline        | Sportifs         | Performance |
| Médaille de bronze : 3 |                   |                  |             |
| Athlétisme             | Saut à la perche  | William Halpenny | 3.65        |
| Athlétisme             | Pentathlon        | Frank Lukeman    | 29          |
| Aviron                 | Un rameur - Skiff | Everard Butler   |             |

## Résultats

### Athlétisme
Courses
| Athlète                                                 | Épreuve      | Séries      | Séries      | Demi-finales | Demi-finales | Finale    | Finale                         |
| Athlète                                                 | Épreuve      | Temps       | Rang        | Temps        | Rang         | Temps     | Rang                           |
| ------------------------------------------------------- | ------------ | ----------- | ----------- | ------------ | ------------ | --------- | ------------------------------ |
| Harry Beasley                                           | 100 m        | ?           | 4           | Éliminé      | Éliminé      | Éliminé   | Éliminé                        |
| Harry Beasley                                           | 200 m        | ?           | 4           | Éliminé      | Éliminé      | Éliminé   | Éliminé                        |
| Mel Brock                                               | 400 m        | ?           | 3           | Éliminé      | Éliminé      | Éliminé   | Éliminé                        |
| Mel Brock                                               | 800 m        | 1:57.0      | 1           | 1:55.7       | 1            | 1:53.0    | 5                              |
| James Corkery                                           | Marathon     | Non courues | Non courues | Non courues  | Non courues  | Abandon   | Abandon                        |
| Alexander Decoteau                                      | 5 000 m      | Non courues | Non courues | 15:24.2      | 2            | ?         | 6                              |
| Alexander Decoteau                                      | Marathon     | Non courues | Non courues | Non courues  | Non courues  | DNS       | DNS                            |
| James Duffy                                             | Marathon     | Non courues | Non courues | Non courues  | Non courues  | 2:42:18.8 | 5e                             |
| Édouard Fabre                                           | Marathon     | Non courues | Non courues | Non courues  | Non courues  | 2:50:36.2 | 11e                            |
| William Forsyth                                         | Marathon     | Non courues | Non courues | Non courues  | Non courues  | 2:52:23.0 | 15e                            |
| Thomas Gallon                                           | 400 m        | ?           | 3           | Éliminé      | Éliminé      | Éliminé   | Éliminé                        |
| George Goulding                                         | Marathon     | Non courues | Non courues | Non courues  | Non courues  | DNS       | DNS                            |
| George Goulding                                         | 10 km marche | Non courues | Non courues | 47:14.5      | 1            | 46:28.4   | Médaille d'or, Jeux olympiques |
| John Howard                                             | 100 m        | 11.0        | 1           | ?            | 6            | Éliminé   | Éliminé                        |
| John Howard                                             | 200 m        | 25.0        | 1           | ?            | 3            | Éliminé   | Éliminé                        |
| Joe Keeper                                              | 5 000 m      | Non courues | Non courues | 15:24.2      | 2            | ?         | 8-11                           |
| Joe Keeper                                              | 10000 m      | Non courues | Non courues | 33:58.8      | 2            | 32:36.2   | 4                              |
| Joe Keeper                                              | Marathon     | Non courues | Non courues | Non courues  | Non courues  | DNS       | DNS                            |
| Frank Lukeman                                           | 100 m        | ?           | 2           | ?            | 3            | Éliminé   | Éliminé                        |
| Frank Lukeman                                           | 110 m haies  | ?           | 3           | Éliminé      | Éliminé      | Éliminé   | Éliminé                        |
| Frank McConnell                                         | 100 m        | ?           | 3           | Éliminé      | Éliminé      | Éliminé   | Éliminé                        |
| Frank McConnell                                         | 200 m        | ?           | 3           | Éliminé      | Éliminé      | Éliminé   | Éliminé                        |
| John Tait                                               | 800 m        | ?           | 2           | ?            | 5            | Éliminé   | Éliminé                        |
| John Tait                                               | 1 500 m      | Non courues | Non courues | ?            | 4            | Éliminé   | Éliminé                        |
| John Tait                                               | Marathon     | Non courues | Non courues | Non courues  | Non courues  | DNS       | DNS                            |
| Harry Beasley John Howard Frank Lukeman Frank McConnell | 4 × 100 m    | 46.2 OR     | 1           | 43.5         | 2            | Éliminé   | Éliminé                        |
| Mel Brock Thomas Gallon John Howard John Tait           | 4 × 400 m    | Non courues | Non courues | 3:22.2       | 2            | Éliminé   | Éliminé                        |

Concours
| Athlète          | Épreuve            | Qualification | Qualification | Finale      | Finale                              |
| Athlète          | Épreuve            | Performance   | Rang          | Performance | Rang                                |
| ---------------- | ------------------ | ------------- | ------------- | ----------- | ----------------------------------- |
| Calvin Bricker   | Saut en longueur   | 7,21 m        | 2e            | 7,21 m      | Médaille d'argent, Jeux olympiques  |
| Calvin Bricker   | Triple saut        | 13,25 m       | 18e           | Éliminé     | Éliminé                             |
| Duncan Gillis    | Lancer du marteau  | 48,39 m       | 2e            | 48,39 m     | Médaille d'argent, Jeux olympiques  |
| Duncan Gillis    | Lancer du disque   | 39,01 m       | 14e           | Éliminé     | Éliminé                             |
| William Halpenny | Saut à la perche   | 3,65 m        | 1re           | 3,80 m      | Médaille de bronze, Jeux olympiques |
| Arthur Maranda   | Longueur           | 5,87 m        | 29e           | Éliminé     | Éliminé                             |
| Arthur Maranda   | Triple saut        | 12,53 m       | 20e           | Éliminé     | Éliminé                             |
| Arthur Maranda   | Longueur sans élan | 2,98 m        | 17e           | Éliminé     | Éliminé                             |

Combiné - Décathlon
| Athlète       | Épreuve  | 100 m | SL     | LP     | SH     | 400 m  | LD      | 110 H | SP     | LJ  | 1 500 m | Total        | Rang |
| ------------- | -------- | ----- | ------ | ------ | ------ | ------ | ------- | ----- | ------ | --- | ------- | ------------ | ---- |
| Frank Lukeman | Résultat | 11.2  | 6,14 m | 9,29 m | 1,75 m | 52.1   | 30,52 m | 16.3  | 2,70 m | DNS | —       | DNF 5591.760 | 15e  |
| Frank Lukeman | Points   | 904.8 | 671.70 | 449    | 790    | 860.88 | 584.28  | 876.5 | 454.6  | 0   | 0       | DNF 5591.760 | 15e  |

Combiné - Pentathlon
| Athlète       | Épreuve  | SL     | LJ      | 200 m  | LD      | 1 500 m    | Total | Rang                                |
| ------------- | -------- | ------ | ------- | ------ | ------- | ---------- | ----- | ----------------------------------- |
| Frank Lukeman | Résultat | 6,45 m | 36,02 m | 23 s 2 | 33,76 m | 5 m 00 s 2 | 29    | Médaille de bronze, Jeux olympiques |
| Frank Lukeman | Points   | 8      | 19      | 5      | 4       | 5          | 29    | Médaille de bronze, Jeux olympiques |

### Aviron
| Athlète | Épreuve                     | Séries  | Séries | Quart de finales | Quart de finales | Demi-finales    | Demi-finales    | Finale          | Finale                              |
| Athlète | Épreuve                     | Temps   | Rang   | Temps            | Rang             | Temps           | Rang            | Temps           | Rang                                |
| --- | --------------------------- | ------- | ------ | ---------------- | ---------------- | --------------- | --------------- | --------------- | ----------------------------------- |
| Everard Butler | un rameur - skiff           | 7:45.2  | 1 Q    | 7:39.9           | 1 Q              | 7:41.0          | 2               | Éliminé         | Médaille de bronze, Jeux olympiques |
| Phil Boyd Becher Gale Richard Gregory Albert Kent Winslow McCleary (cox) William Murphy Charles Riddy Alex Sinclair Geoffrey Taylor | huit en pointe avec barreur | Unknown | 2      | Did not advance  | Did not advance  | Did not advance | Did not advance | Did not advance | Did not advance                     |

### Cyclisme

#### Cyclisme sur route
| Cycliste      | Épreuve                   | Rang       | Rang |
| Cycliste      | Épreuve                   | Result     | Rank |
| ------------- | ------------------------- | ---------- | ---- |
| Frank Brown   | Contre-la-montre masculin | 11:01:00.0 | 5e   |
| George Watson | Contre-la-montre masculin | 12:52:22.2 | 78e  |

### Natation
| Athlète        | Épreuve           | Quarts de finale | Quarts de finale | Demi-finales | Demi-finales | Finale     | Finale                         |
| Athlète        | Épreuve           | Temps            | Rang             | Temps        | Rang         | Temps      | Rang                           |
| -------------- | ----------------- | ---------------- | ---------------- | ------------ | ------------ | ---------- | ------------------------------ |
| George Hodgson | 400 m nage libre  | 5:50.6           | 1 Q              | 5:25.4 WR    | 1 Q          | 5:24.4 WR  | Médaille d'or, Jeux olympiques |
| George Hodgson | 1500 m nage libre | 22:23.0 WR       | 1 Q              | 22:26.0      | 1 Q          | 22:00.0 WR | Médaille d'or, Jeux olympiques |

### Plongeon
| Diver            | Events               | Heats  | Heats | Final   | Final   |
| Diver            | Events               | Result | Rank  | Result  | Rank    |
| ---------------- | -------------------- | ------ | ----- | ------- | ------- |
| John P. Lyons    | Plongeon de haut-vol | DNF    | DNF   | Éliminé | Éliminé |
| John P. Lyons    | Plongeon haut simple | 32.5   | 8     | Éliminé | Éliminé |
| Robert Zimmerman | Tremplin à 3 mètres  | 76.6   | 2 q   | 72.54   | 5       |

### Tir
| Athlète          | Compétition     | Finale | Finale |
| Athlète          | Compétition     | Points | Rang   |
| ---------------- | --------------- | ------ | ------ |
| William Davies   | Fosse olympique | 13     | 45e    |
| Robert Hutcheson | Fosse olympique | 84     | 17e    |
| James Kenyon     | Fosse olympique | 13     | 45e    |